# Tournée d'enfer
Albums de Renaud
Paris-Provinces Aller/Retour
(1996) Rouge Sang
(2006)
Tournée d'enfer est un album live de Renaud, sorti en 2003.
Il est enregistré le 28 avril 2003, au Zénith de Lille, et sorti la même année en novembre. Il témoigne de la tournée qui a suivi le disque Boucan d'enfer. Le décor représente une place de village un jour de 14 juillet. La tournée fait également l'objet d'une captation filmée pour le DVD.
Le disque contient également un remix d'Elle a vu le loup par Renaud Letang. 

## Titres
| CD 1  | CD 1                                | CD 1  | CD 1 | CD 1 | CD 1 | CD 1 | CD 1 | CD 1 | CD 1 |
| No    | Titre                               | Durée |      |      |      |      |      |      |      |
| ----- | ----------------------------------- | ----- | ---- | ---- | ---- | ---- | ---- | ---- | ---- |
| 1.    | Docteur Renaud, Mister Renard       | 5:07  |      |      |      |      |      |      |      |
| 2.    | Pochtron !                          | 3:15  |      |      |      |      |      |      |      |
| 3.    | En cloque                           | 3:19  |      |      |      |      |      |      |      |
| 4.    | La Pêche à la ligne                 | 3:35  |      |      |      |      |      |      |      |
| 5.    | Cœur perdu                          | 4:21  |      |      |      |      |      |      |      |
| 6.    | Mon nain de jardin                  | 2:41  |      |      |      |      |      |      |      |
| 7.    | Laisse béton                        | 2:52  |      |      |      |      |      |      |      |
| 8.    | Germaine                            | 3:27  |      |      |      |      |      |      |      |
| 9.    | La Mère à Titi                      | 4:42  |      |      |      |      |      |      |      |
| 10.   | Baltique                            | 2:59  |      |      |      |      |      |      |      |
| 11.   | 500 connards sur la ligne de départ | 3:17  |      |      |      |      |      |      |      |
| 12.   | Déserteur                           | 3:55  |      |      |      |      |      |      |      |
| 43:30 |                                     |       |      |      |      |      |      |      |      |

| CD 2  | CD 2                                                 | CD 2  | CD 2 | CD 2 | CD 2 | CD 2 | CD 2 | CD 2 | CD 2 |
| No    | Titre                                                | Durée |      |      |      |      |      |      |      |
| ----- | ---------------------------------------------------- | ----- | ---- | ---- | ---- | ---- | ---- | ---- | ---- |
| 1.    | Manhattan-Kaboul                                     | 4:01  |      |      |      |      |      |      |      |
| 2.    | Morts les enfants                                    | 3:49  |      |      |      |      |      |      |      |
| 3.    | It is not because you are                            | 3:34  |      |      |      |      |      |      |      |
| 4.    | Morgane de toi                                       | 6:00  |      |      |      |      |      |      |      |
| 5.    | Marche à l'ombre                                     | 3:36  |      |      |      |      |      |      |      |
| 6.    | Manu                                                 | 3:31  |      |      |      |      |      |      |      |
| 7.    | Mon bistrot préféré                                  | 3:46  |      |      |      |      |      |      |      |
| 8.    | Marchand de cailloux                                 | 3:21  |      |      |      |      |      |      |      |
| 9.    | Dès que le vent soufflera                            | 4:17  |      |      |      |      |      |      |      |
| 10.   | Mistral gagnant                                      | 3:01  |      |      |      |      |      |      |      |
| 11.   | Dans mon HLM                                         | 8:14  |      |      |      |      |      |      |      |
| 12.   | Elle a vu le loup (remix, produit par Renaud Letang) | 3:08  |      |      |      |      |      |      |      |
| 50:18 |                                                      |       |      |      |      |      |      |      |      |

## Musiciens
- Renaud : Chant
- Jean-Pierre Bucolo : Chœurs, guitares
- Michaël Ohayon : Chœurs, guitares
- Dominique Grimaldi : Basse
- Alain Lanty : Chœurs, piano
- Jean-François Berger : Claviers, accordéon
- Gwenaël Micault : Bandonéon, clarinette, accordéon, percussions
- Philippe Draï : Chœurs, batterie, percussions
- Direction musicale : Jean-Pierre « Titi » Bucolo

## Classements et certifications
| Pays                | Meilleure position | Certification |
| ------------------- | ------------------ | ------------- |
| France              | 3                  | Or            |
| Belgique (Wallonie) | 15                 |               |
| Suisse              | 94                 |               |